# Géants Ugo
Les géants Ugo (ou géants Hugo), sont deux frères, Battista et Paolo Antonio Ugo, géants tous les deux et originaires de la ville de Vinadio, en Italie. Ils sont connus sous le nom de « géants des Alpes ». D'une taille de respectivement 2 mètres 31 centimètres (Battista) et 2 mètres 26 centimètres (Antonio), ils étaient atteints d'acromégalie,.

## Biographie
Battista est né le 21 juin 1876 à Vinadio et mort le 23 avril 1916 à New York. Paolo Antonio est né le 28 juin 1887 à Vinadio et mort le 15 février 1914, à Maisons-Alfort. Ils sont issus d'une famille de condition modeste, et leurs parents, Antonio Ugo et Maria Teresa Chiardola, ont 7 enfants. 
À l'automne 1891, Battista est envoyé par son père travailler en France comme bucheron, près de la ville de Barcelonette. Il y est repéré, du fait de son physique hors normes, par le propriétaire d'un cirque itinérant, qui lui propose rémunération et notoriété, ce qu'il accepte. Son nom et ses origines sont par la suite francisés : Battista Ugo de Vinadio, devient Baptiste Hugo, de Saint-Martin-Vésubie. 
Les deux frères ne sont donc pas natifs de Saint-Martin-Vésubie, contrairement à une croyance répandue. 
Baptiste participe aux exhibitions de l'exposition universelle de Paris, en 1900, et continue de se produire en Europe. 
En 1905, Paolo Antonio choisi de rejoindre Baptiste, et commence à son tour une carrière d'artiste dans le milieu du cirque. Son nom est francisé en Antoine Hugo, et les deux frères gagnent en notoriété sous le nom de Géants des Alpes. 
Antoine meurt en 1914 de causes inconnues, juste avant de pouvoir rejoindre New York, à l'âge de 26 ans. Baptiste, embauché par le cirque Barnum & Bailey, poursuivra sa carrière aux États-Unis. Il  meurt en 1916, à l'hôpital Willard Parker de New York, de la diphtérie, à l'âge de 39 ans,.

## Dans les sciences et l'art
Les frères Hugo ont été largement photographiés durant leur carrière, et Baptiste apparaît également dans des courts métrages. Depuis 2012, près du fort de Vinadio, le visiteur est accueilli par deux sculptures colorées, l'une rose et l'autre vert pomme, en hommage aux deux frères. 
Au XXIe siècle, la famille Ugo fait l'objet de différents articles publiés dans des revues médicales académiques,,